# Coryphaenoides spinulosus
Coryphaenoides spinulosus är en fiskart som först beskrevs av Gilbert och Burke 1912.  Coryphaenoides spinulosus ingår i släktet Coryphaenoides och familjen skolästfiskar. Inga underarter finns listade i Catalogue of Life.